# Сграда клас А
Бизнес сграда клас А е служебна сграда очакваща да предлага удобство при работа, лесен достъп и безпроблемно паркиране.
Основните параметри, определящи една административна сграда като клас А:
- Системи и мрежи в сградата
- Структура на сградата
  - Двоен (повдигнат) под, под който се монтират силнотоковата и слаботокова инсталации и който осигурява гъвкаво и мобилно разпределение на работните точки, както и възможността за бързото и удобното им прекрояване;
- Местоположение
- Паркинг
  - Охраняем паркинг за посетителите и работещите в сградата, подземен или на няколко нива, с покрит достъп към сградата; паркинг за гости на кота нула;
  - 1 паркомясто на всеки 100 кв. м. разгъната застроена площ;
- Управление на сградата и услуги

В България сгради обявени от клас А не покриват изисквания като брой необходими места за паркиране, лесен достъп, професионално управление, двоен под и двоен таван и др.